# Шалан
Шалан (фр. Challans) насеље је и општина у западној Француској у региону Лоара, у департману Вандеја која припада префектури Сабл д'Олон.
По подацима из 2011. године у општини је живело 18.930 становника, а густина насељености је износила 291,95 становника/km². Општина се простире на површини од 64,84 km². Налази се на средњој надморској висини од 11 метар (максималној 64 m, а минималној 1 m).

## Демографија
| 1962. | 1968. | 1975.  | 1982.  | 1990.  | 1999.  | 2011.  |
| ----- | ----- | ------ | ------ | ------ | ------ | ------ |
| 6.962 | 8.558 | 11 794 | 12 845 | 14 203 | 16 132 | 18.930 |

График промене броја становника у току последњих година